# Balduino I de Jerusalén
Balduino I de Boulogne, Balduino I de Edesa o Balduino I de Jerusalén (m. 2 de abril de 1118) fue uno de los líderes de la Primera Cruzada que llegó a ser conde de Edesa y después el segundo monarca y el primero en usar el título de rey de Jerusalén. Era hermano del primer gobernador cristiano de Jerusalén tras el fin del control bizantino, Godofredo de Bouillón.

## Juventud
Balduino era hijo de Eustaquio II de Boulogne y de Ida de Boulogne y hermano menor de Eustaquio III de Boulogne y de Godofredo. Si bien Balduino en principio, como hijo menor, estaba destinado a una carrera eclesiástica, hacia 1080 ya había abandonado esta idea. Según el historiador Guillermo de Tiro, que vivió avanzado el siglo XII y no conoció a Balduino: “en su juventud, Balduino recibió una buena formación en las artes liberales. Llegó a ser clérigo, según se dice, y a causa de su ilustre linaje obtuvo beneficios, comúnmente llamados prebendas, en las iglesias de Reims, Cambrai y Lieja.” Después vivió en Normandía, donde se casó con Godehilda (o Godvera), de una noble familia inglesa, pero volvió a Lorena para hacerse cargo del condado de Verdún (que antes había poseído su hermano Godofredo).

## Primera Cruzada

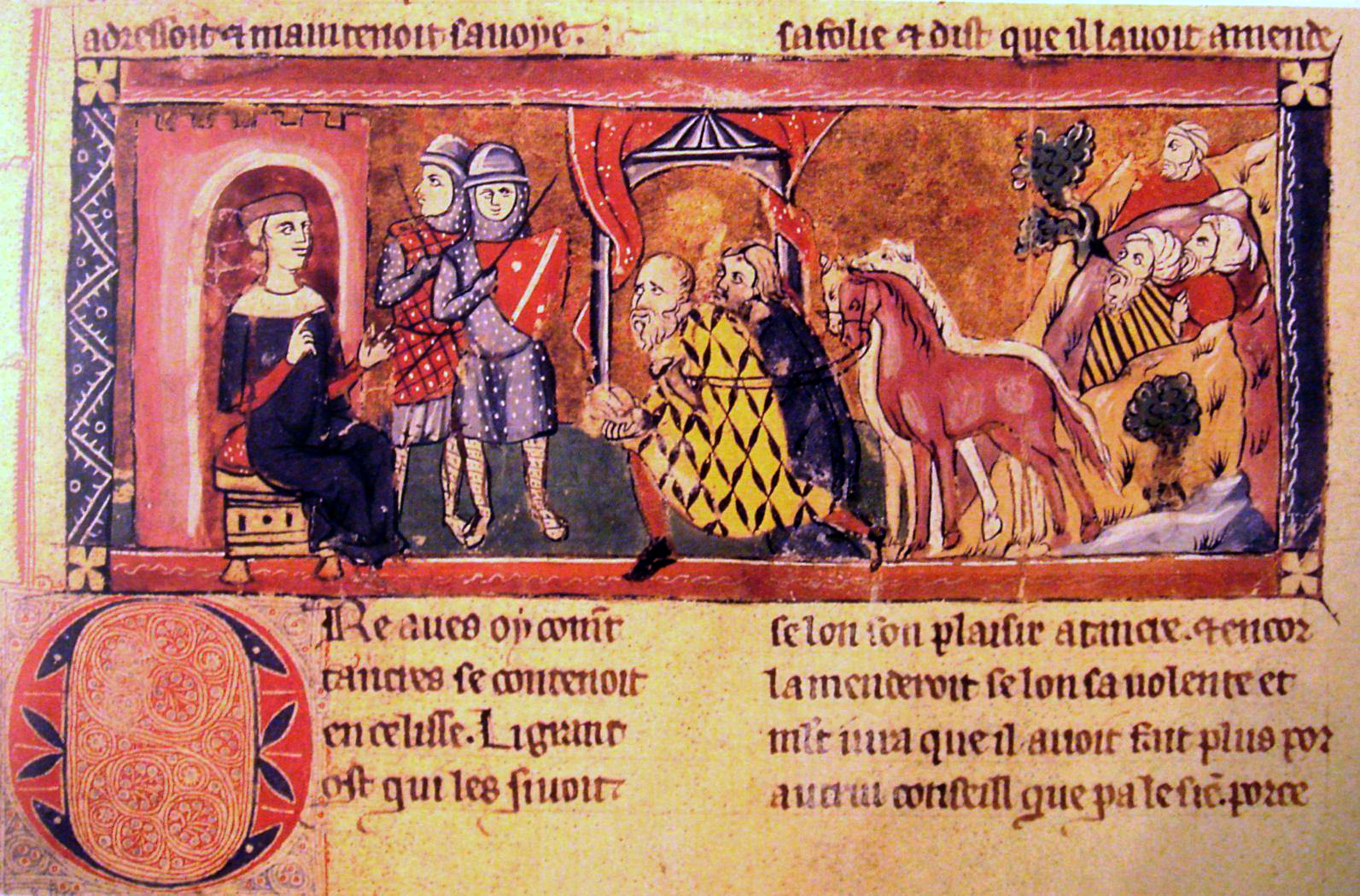
Balduino I de Jerusalén recibe a la delegación armenia.

En 1096 se unió a la Primera Cruzada con sus hermanos Godofredo y Eustaquio III de Boulogne tras vender muchas de sus propiedades a la Iglesia para poder costear los gastos de la cruzada. Su esposa Godehilda también le acompañó. Este fue el segundo movimiento cruzado, pues el primero, la Cruzada de los pobres, estuvo formado por gente del pueblo. Cuando los cruzados pasaron por Hungría, el rey Colomán pidió un rehén para asegurarse la buena fe de la expedición: Balduino fue entregado con este fin hasta que sus compañeros salieron del territorio húngaro.
Al poco de entrar en territorio bizantino, tuvieron lugar algunos altercados con los griegos, que también habían sufrido el paso de la Cruzada popular. Balduino dirigió un destacamento que se hizo con un puente cerca de Constantinopla. Tras alcanzar la ciudad, no se pudo evitar que el grueso de las tropas se dedicase al pillaje en los campos vecinos, y el propio emperador bizantino Alejo I Comneno se vio obligado a proporcionar un rehén para asegurarse la paz. Este rehén, su hijo y futuro emperador Juan II Comneno, fue entregado a Balduino. Según Ana Comnena, Balduino castigó a uno de sus soldados que se había atrevido a sentarse en el trono de Alejo.
Balduino viajó con sus hermanos hasta Heraclea Cybistra en Asia Menor, donde se separó del cuerpo principal de la Cruzada con Tancredo para seguir hacia Cilicia. Seguramente, Tancredo pretendía hacerse con algún territorio para establecerse como príncipe en Oriente, y Balduino debía de tener las mismas intenciones. Durante su ausencia, su mujer enfermó y murió en Maraş. En septiembre de 1097, tomó Tarso, que era de Tancredo, y allí instaló su propia guarnición con la ayuda de una flota de piratas de Boulogne. Los ejércitos de Tancredo y Balduino se enfrentaron brevemente en Mamistra, pero nunca llegaron a la guerra abierta, y Tancredo siguió camino de Antioquía. Tras unirse al contingente principal del ejército en Maraş, Balduino recibió una invitación de un armenio llamado Pakrad y se dirigió al este hacia el Éufrates, donde ocupó Turbessel.

## Conde de Edesa
Llegó otra invitación de Teodoro de Edesa, donde Balduino fue adoptado como hijo y sucesor de Teodoro.  Cuando este murió asesinado en marzo de 1098, Balduino se convirtió en el primer conde de Edesa en Mesopotamia, aunque no se sabe si llegó a tener algo que ver con dicho asesinato. Rigió el condado hasta 1100, tras casarse con Arda de Armenia, hija de Teodoro I de Armenia, y ejercer de embajador entre cruzados y armenios.
A lo largo de esos dos años, conquistó Samosata y Seruj (Sarorgia) a los musulmanes, y desmontó una conspiración urdida por algunos de sus súbditos armenios en 1098. Durante el asedio de Antioquía, envió dinero y alimento a los cruzados, pero no participó en él. Kerbogha, el gobernador musulmán de Mosul, se dirigió en ayuda de Antioquía, pero se detuvo primero en Edesa, a la que asedió durante tres semanas, sin éxito. Kerbogha fue luego derrotado en Antioquía y los cruzados establecieron allí el Principado de Antioquía. Ese mismo año, Balduino había consolidado ya su situación como para poder salir de Edesa y asediar Azaz con su hermano Godofredo, donde derrotaron a las tropas de Fakhr al-Mulk Radwan de Alepo.
A finales de 1099 visitó Jerusalén junto con Bohemundo I de Antioquía, pero volvió a Edesa en enero de 1100. A su regreso a Edesa, ayudó en el levantamiento del sitio de Melitene, en el que Bohemundo había sido capturado por los danisméndidas. El príncipe armenio de la ciudad, Gabriel, reconoció a Balduino como señor de la misma.

## Rey de Jerusalén
Balduino fue invitado a Jerusalén por los partidarios de una monarquía secular. Cedió Edesa a un primo, Balduino de Bourcq (el futuro Balduino II de Jerusalén), y en su camino hacia la capital sufrió una emboscada de Duqaq de Damasco, cerca de Beirut. Las tropas de Duqaq fueron derrotadas, y no encontró mayores complicaciones en su viaje a Jerusalén, a donde llegó a comienzos de noviembre.
En Jerusalén, Balduino se encontró con la oposición de su viejo enemigo Tancredo, así como con la del patriarca latino de Jerusalén, Dagoberto de Pisa, que ya había intentado establecer un sistema teocrático en el reino en vida de Godofredo. Al poco de llegar a la ciudad, puso en marcha una expedición contra Egipto y no volvió de la misma hasta finales de diciembre. El día de Navidad, fue coronado como primer rey de Jerusalén por el propio patriarca, que había abandonado su oposición a Balduino, aunque rechazó coronarle en Jerusalén: el acto tuvo lugar en Belén.
La pugna entre Iglesia y Estado se mantuvo hasta la primavera de 1101, cuando Balduino consiguió suspender a Dagoberto por un legado papal. Ese mismo año, volvieron a estar en desacuerdo sobre la contribución del patriarca a la defensa de Tierra Santa. La lucha acabaría con la definitiva deposición de Dagoberto en 1102.

### Expansión del reino
En 1101, Balduino tomó Arsuf y Cesarea con el apoyo de una flota genovesa. A cambio, a los genoveses se les concedieron barrios comerciales en dichas ciudades, y en Cesarea se creó un arzobispado. En septiembre, Balduino derrotó a los egipcios en la batalla de Ramlah, aunque en un primer momento se creyó en Jerusalén que el ejército cruzado había sido derrotado y Balduino había muerto. Tancredo se preparó para hacerse cargo de la regencia antes de que se conociese la victoria real de Balduino.
En 1102 tuvo lugar otra batalla en Ramlah, con los restos de la Cruzada de 1101, en la que se contaban Esteban II de Blois, Guillermo IX de Aquitania y Hugo VI de Lusignan. Esta vez los egipcios resultaron vencedores; Balduino perdió gran parte de su ejército, y entre ellos a Esteban de Blois, pero él pudo escapar a caballo hasta Arsuf. No quiso arriesgarse a salir de la ciudad ante el temor de ser capturado por los egipcios, por lo que fue transportado por mar hasta Jaffa por el pirata inglés Godric de Finchale, y desde allí en secreto hasta Jerusalén. Los egipcios dominaban aún el campo, y Balduino se enfrentó a ellos fuera de Jaffa, venciéndoles esta vez.
En 1103 asedió Acre sin éxito, pues fue abastecido por una flota egipcia. También ese año, pagó el rescate de Bohemundo de Antioquía, que seguía en prisión desde su derrota en Melitene. Balduino prefería a Bohemundo en lugar de Tancredo, que gobernaba Antioquía como regente. En 1104, gracias al apoyo de una flota genovesa, pudo finalmente tomar Acre. En 1105 se libró otra batalla en Ramlah, donde volvió a vencer. En 1109 ejerció como árbitro en un consejo de los grandes barones ante las murallas de Trípoli, y obligó a Tancredo a olvidar su reivindicación de la ciudad. Poco después la ciudad cayó en manos de los cruzados, que formaría el núcleo del Condado de Trípoli. En 1110 se añadió Beirut al territorio de Jerusalén, de nuevo gracias a la ayuda genovesa. Balduino se trasladó entonces al norte para ayudar a Edesa, que era asediada por Mawdud de Mosul.
A su vuelta, se conquistó Sidón con el apoyo de Sigurd I de Noruega. En 1111 Balduino ayudó a Tancredo en el asedio de Shaizar, y luego puso sitio también a Tiro sin llegar a tomar la ciudad. En 1113 se enfrentó a una gran invasión de las fuerzas unidas de Toghtekin de Damasco y Aksunkur de Mosul, y el reino estuvo al borde de la destrucción, pero Balduino contó con la ayuda de tropas de Antioquía, así como con la llegada de peregrinos de Europa.
En 1113 se casó con Adelaida del Vasto, pues en 1108 había dejado a su esposa armenia Arda con el pretexto de que ésta mantenía relaciones sexuales con musulmanes, aunque es más probable que la mujer le resultase políticamente inútil en Jerusalén, donde no había población armenia. En el acuerdo matrimonial, si Balduino y Adelaida no tenían descendencia, el heredero sería Roger II de Sicilia, hijo de Adelaida y de su primer marido Roger I. Técnicamente el matrimonio era bígamo, pues Arda vivía aún en un monasterio de Jerusalén, y posteriormente causaría muchos problemas tanto a Balduino como al patriarca Arnulfo de Chocques, que lo había sancionado.
En 1115 dirigió una expedición a Transjordania ("Oultrejordain") y allí edificó el castillo de Montreal. Los cristianos sirios que vivían en la zona fueron invitados a asentarse en Jerusalén para repoblar la ciudad, que había sido masacrada en 1099. En 1117, construyó el castillo de Escandalion cerca de Tiro, que aún permanecía en manos musulmanas.

## Muerte
En 1117 Balduino enfermó: convencido de que su mal era debido a su matrimonio bígamo, envió a Adelaida de vuelta a Sicilia, muy a pesar de ella misma. Balduino se recuperó y, en 1118 se dirigió a Egipto y saqueó Farama. Según Fulquerio de Chartres:
"Entonces un día paseaba junto al río que los griegos llaman Nilo y los hebreos Gihon, cerca de la ciudad, divirtiéndose con algunos amigos. Algunos de los caballeros usaron hábilmente sus lanzas para capturar algunos peces, que llevaron al campamento, donde los comieron. Entonces, el rey sintió los dolores de una antigua herida y sufrió una gran debilidad."
En palabras de Thomas Fuller, un historiador del siglo XVII: Balduino "capturó muchos peces, así como su muerte al comerlos."
Balduino fue llevado de vuelta a Jerusalén en una litera, pero murió en el camino, en la aldea de Al-Arish, el 2 de abril de 1118. Fulquerio de Chartres dice: "Los francos le lloraron, los sirios e incluso los sarracenos que lo vieron también lo lamentaron". Su primo Balduino de Bourcq fue elegido sucesor, aunque el reino también fue ofrecido a Eustaquio III, que lo rechazó.

## El hombre: el nuevo Josué
Fulquerio lo describe como un nuevo Josué, "el brazo derecho de su pueblo, el terror y adversario de sus enemigos". Guillermo de Tiro señaló que era parecido a Saúl. Aunque Guillermo no le conoció personalmente, como Fulquerio, nos da una detallada descripción del mismo:

Se cuenta que era muy alto y mucho mayor que su hermano… De tez bastante clara, con pelo y barba castaño oscuro. Su nariz era aquilina y su labio superior algo prominente. Su mandíbula remitía ligeramente, aunque no tanto como para que hubiese que considerarlo un defecto. Tenía un porte muy digno y era serio en el vestir y en su parlamento. Siempre llevó un manto desde sus hombros… No era ni grueso ni indebidamente delgado, pero de una talla intermedia. Experto en el uso de las armas, ágil a caballo, era activo y diligente siempre que los asuntos del reino reclamaban su atención.

Nunca tuvo hijos, ni siquiera con su primera esposa, Godehilda. Guillermo de Tiro dice que "luchó en vano contra los lujuriosos pecados de la carne".
La Historia Hierosolymitana de Fulquerio, que acompañó a Balduino a Edesa como su capellán, y que vivió en Jerusalén durante su reinado, es la principal fuente sobre la vida de Balduino.